# Cove Hole

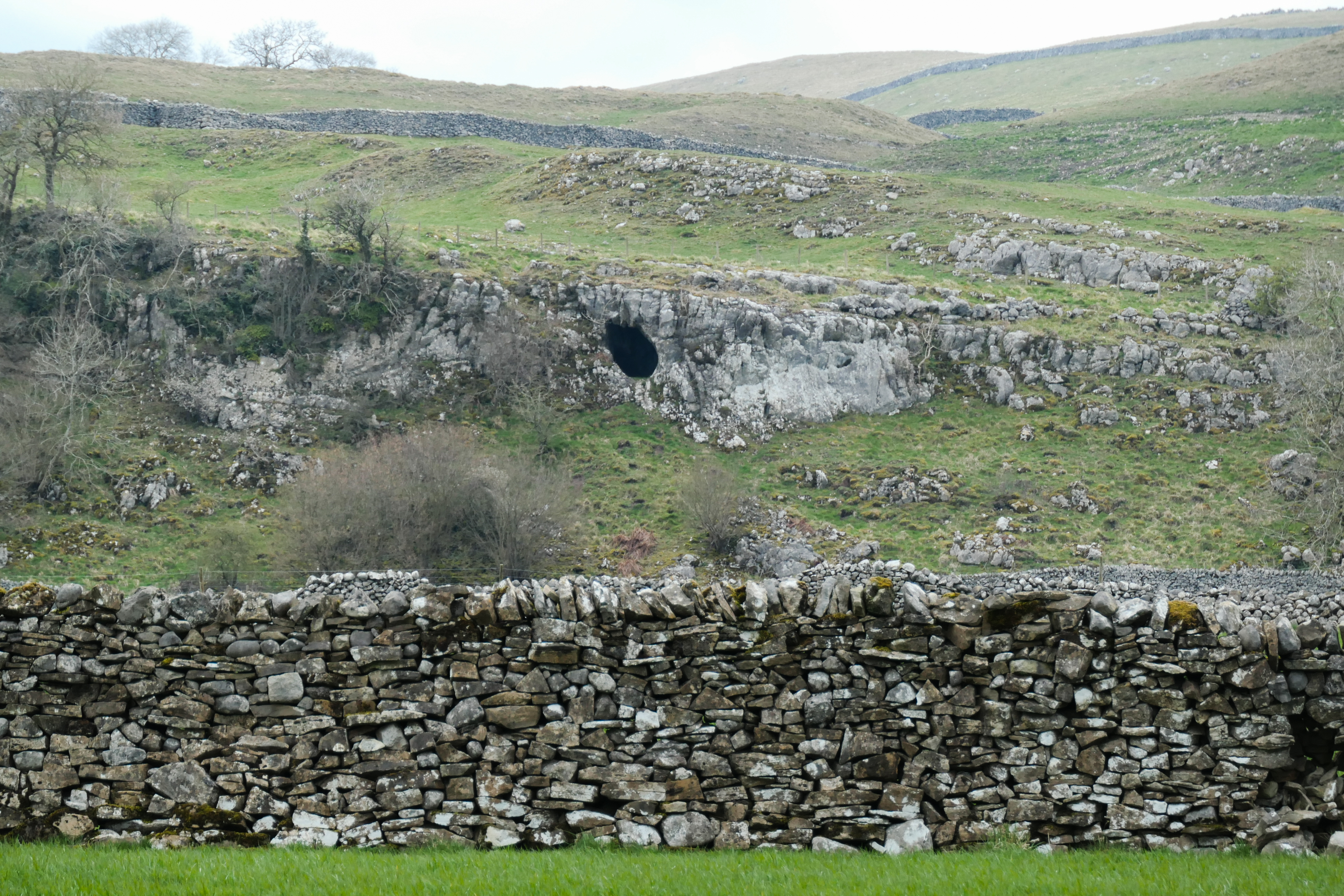
Cove Hole

Cove Hole (auch Fairy Cave oder Tom Lee's Cave genannt) liegt etwa nördlich von Grassington in North Yorkshire in England.
Die Höhle wurde in den 1930er Jahren ausgegraben und es wurden die Überreste einer Person, wahrscheinlich aus der Eisenzeit, gefunden. Es ist aber unbekannt, wer die Ausgrabungen vorgenommen hat und wo sich die Reste befinden. Die Höhle wurde 2009 erneut ausgegraben.
In der Nähe von Grassington liegen der Steinkreis Druid's Altar, das Henge von Yarnbury und die Heights Cave.